# Gregorio Paltrinieri
Gregorio Paltrinieri (født 5. september 1994) er en italiensk svømmer. Han er verdensmester på langbane og kortbane og dobbelt europamester i 1500 meter fri på langbane, da han vandt EM i 2012 og 2014. Paltrinieri er den nuværende indehaver af verdensrekorden i 1500 meter fri på kortbane. Han er også indehaver af de europæiske rekorder på langbane i 800 meter og 1500 meter fri, som han satte med tiderne 7:40.81 og 14:39.67 ved VM i svømning 2015 i Kazan.

## Personligt bedste tider
Oversigten er opdateret til og med 5. december 2015
| Langbane                | Langbane | Langbane                                  | Langbane       | Langbane       |
| ----------------------- | -------- | ----------------------------------------- | -------------- | -------------- |
| Konkurrence             | Tid      | Stævne                                    | Dato           | Bemærkning(er) |
| 200 m fri               | 1:50.96  | Italienske mesterskaber                   | 3. april 2012  |                |
| 400 m fri               | 3:48.41  | Italienske mesterskaber                   | 10. april 2014 |                |
| 800 m fri               | 7:40.81  | VM i svømning 2015                        | 5. august 2015 | ER             |
| 1500 m fri              | 14:39.67 | VM i svømning 2015                        | 9. august 2015 | ER             |
| 5000 m fri              | 50:56.50 | Italienske indendørs distancemesterskaber | 7. april 2014  | [ 1 ]          |
| 400 m individuel medley | 4:26.51  | Italienske mesterskaber                   | 6. august 2012 |                |

| Kortbane    | Kortbane | Kortbane                   | Kortbane          | Kortbane                |
| ----------- | -------- | -------------------------- | ----------------- | ----------------------- |
| Konkurrence | Tid      | Stævne                     | Dato              | Bemærkning(er)          |
| 200 m fri   | 1:50.00  | Italienske mesterskaber    | 26. marts 2013    |                         |
| 400 m fri   | 3:45.17  | EM i kortbanesvømning 2012 | 22. november 2012 |                         |
| 800 m fri   | 7:31.33  | EM i kortbanesvømning 2015 | 4. december 2015  | Opnået i 1500 m finalen |
| 1500 m fri  | 14:08.06 | VM i kortbanesvømning 2015 | 4. december 2015  | VR                      |